# Eric Saade
Eric Khaled Saade (* 29. října 1990 Kattarp) je švédský popový zpěvák. Jeho otec je Libanonec, matka Švédka. Reprezentoval Švédsko na Eurovision Song Contest 2011.
Saade se poprvé objevil ve švédské hudební televizní soutěži Joker (dnes Popkorn). V roce 2007 se stal členem chlapecké skupiny What's Up!. Na začátku roku 2009 se tuto skupinu rozhodl opustit a věnovat se sólové kariéře.
Saade se také dvakrát účastnil soutěže Melodifestivalen - švédského národního kola Eurovision Song Contest. Poprvé v roce 2010 s písní „Manboy“, kdy ve finále skončil na třetím místě. Podruhé s písní „Popular“, se kterou tuto soutěž vyhrál, a tím si tak zajistil postup do mezinárodního klání v Düsseldorfu. Zde patřil k favoritům soutěže. Soutěž však nevyhrál, umístil se se 185 body na třetím místě po reprezentantech z Ázerbájdžánu (221 bodů) a Itálie (189 bodů).
V květnu roku 2010 vydal první album s názvem Masquerade, které obsahovalo píseň „Manboy“, se kterou Saade soutěžil v roce 2010 v soutěži Melodifestivalen.

## Diskografie
- 2010: Masquerade
- 2011: Saade Vol. 1
- 2011: Saade Vol. 2
- 2013: Forgive Me
- 2020: Det svarta fåret